# جرج چهارم
جرجِ چهارم با نام کامل جرج آگوستوس فردریک (به انگلیسی: George Augustus Frederick) و در آلمانی گئورگ آگوست فردریش (به آلمانی: Georg August Friedrich) (زادهٔ ۱۲ اوت ۱۷۶۲ در لندن - درگذشتهٔ ۲۶ ژوئن ۱۸۳۰ در وینزر، برک‌شایر) پادشاه پادشاهی متحدهٔ بریتانیای کبیر و ایرلند و شاه هانوفر از ۲۹ ژانویهٔ ۱۸۲۰ تا هنگام مرگش در ۲۶ ژوئن ۱۸۳۰ بود. با این حال او عملاً از ۵ فوریهٔ ۱۸۱۱ که به عنوان نایب‌السلطنه و در پی دیوانگی پدرش جرج سوم ادارهٔ حکومت را در دست گرفته بود پادشاه محسوب می‌شد. جرج چهارم معشوقه‌های بسیاری داشت و زمان زیادی را صرف خوردن، نوشیدن و قماربازی می‌نمود و این شیوهٔ زندگی او بسیاری از مردم را در شوک فرو برده بود.

## زندگی

### کودکی، نوجوانی و جوانی
جرج آگوستوس فردریک، بزرگ‌ترین پسر جرج سوم و شارلوت سوفیای مکلنبورگ-استرلیتز، در ۱۲ اوت ۱۷۶۲ در کاخ سنت جیمز در لندن زاده شد و پنج روز پس از تولدش پدرش او را شاهزادهٔ ویلز ساخت. جرج پسری خوش‌سیما و باهوش بود، در زبان‌های فرانسوی، آلمانی و ایتالیایی سررشته داشت، به کارهای شکسپیر علاقه‌مند بود و دستی نیز در موسیقی داشت و تا سن ۱۷ سالگی علاقهٔ شدیدی به زن و شراب پیدا کرده بود.
در ۱۷۷۹ او درگیر روابطی عاشقانه با هنرپیشهٔ معروف، مری رابینسون شد که سرانجامی نداشت و در بهار ۱۷۸۱ به‌پایان رسید. ماری تعدادی از نامه‌های عاشقانهٔ جرج به او را نزد خود نگه داشت و جرج سوم برای پیشگیری از رسوایی مجبور شد مبلغ هنگفتی را برای پس گرفتن آن نامه‌ها به رابینسون بپردازد.
در جوانی نیز جرج یکی از پیشروان مد بود و زیاده‌روی‌هایش باعث آزردگی خاطر پدرش شده بود. او جرج را به خاطر شیوهٔ زندگی و دوستیش با سیاستمداران بی‌بند و باری از حزب ویگ همچون چارلز جیمز فاکس تحقیر نمود و این موضوع باعث تیرگی روابط بین پدر و پسر شد.
−

### ازدواج
در ۱۷۸۴ جرج با ماریا فیتزربرت آشنا شد و او تنها زنی در زندگی جرج بود که عاشقانه دوستش می‌داشت. ماریا کاتولیک مذهب بود و آن‌ها در ۱۵ دسامبر ۱۷۸۴ به‌طور پنهانی با یکدیگر ازدواج کردند. با این حال این ازدواج از نظر قانونی باطل بود زیرا اعضای زیر ۲۵ سال خانوادهٔ سلطنتی بدون نظر پادشاه حق ازدواج با کسی را نداشتند.
جرج در ۸ آوریل ۱۷۹۵ به‌منظور جلب نظر پارلمان برای پرداخت بدهی‌هایش تن به ازدواج با دخترعمه‌اش کارولین، دختر دوک برونسویک و آگوستا، خواهر جرج سوم داد. با اینحال این ازدواجی بدون عشق بود و تنها چند هفته پس از تولد دخترشان شاهدخت شارلوت در ۷ ژانویه ۱۷۹۶، جرج همسرش را رها کرد و حتی او را در مقاطعی از دیدن دخترش محروم ساخت و سرانجام او را در ۱۷۹۹ طرد نمود. کارولین به خارج از کشور رفت و روابط عشقی و بدهکاری‌های سنگینش رسوایی‌های جدیدی را به همراه آورد به‌ویژه که مردم انگلستان نیز با او همدردی می‌کردند.

### نایب‌السلطنتی و پادشاهی

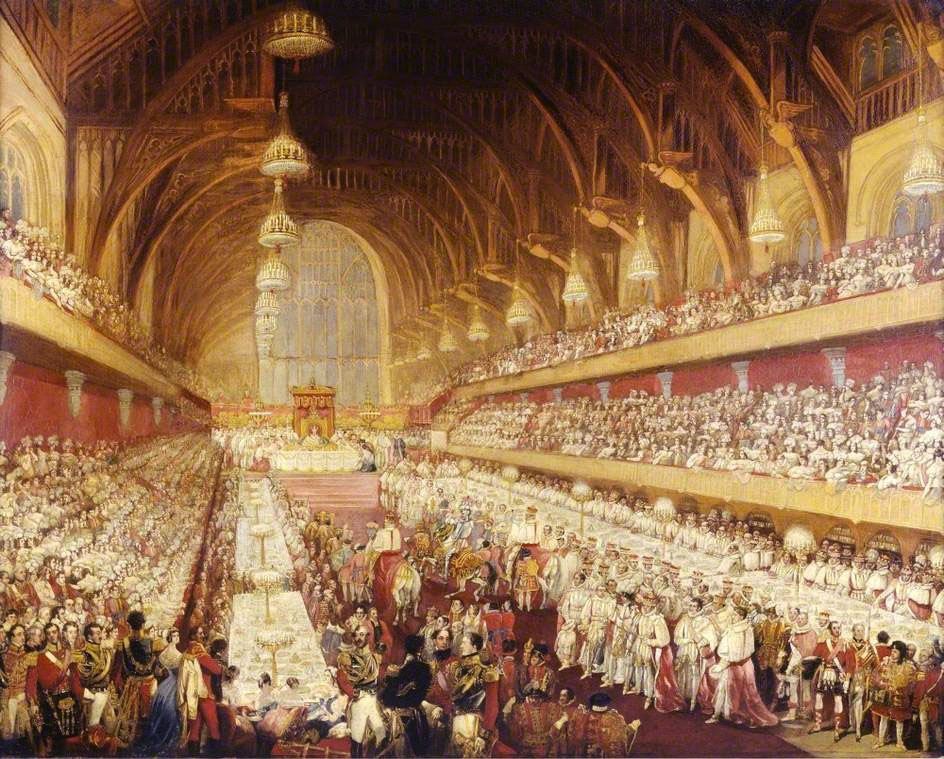
مراسم تاجگذاری جرج چهارم در وست‌مینستر هال، ۱۸۲۱

در نوامبر ۱۸۱۰ جرج سوم دچار جنون شد و جرج آگوستوس در ۱۸۱۱ به عنوان شاهزادهٔ نایب‌السلطنه (به انگلیسی: Prince Regent) ادارهٔ کشور را برعهده گرفت و با مرگ پدرش در ۲۹ ژانویهٔ ۱۸۲۰، با عنوان جرج چهارم به مقام پادشاهی رسید و طی مراسم باشکوهی تاجگذاری کرد.
با برتخت نشستن جرج، همسر سابقش کارولین که از ۱۸۱۴ تا آن زمان در ایتالیا به سر می‌برد به انگلستان بازگشت تا مدعی حقوقش به عنوان ملکهٔ انگلستان شود. بازگشت او با استقبال مردم روبه‌رو شد زیرا او را زنی می‌دیدند که مورد بی‌مهری همسرش که پادشاهی منفور در نزد اذهان عمومی بود واقع شده بود. اما جرج چهارم در مقابل این حق‌خواهی لایحه‌ای را تقدیم مجلس اعیان کرد که کارولین را از این حقوق محروم و ازدواج آن‌ها را به دلیل زناکاری او باطل می‌ساخت، با این حال این لایحه هیچ‌گاه به مجلس عوام برای رأی‌گیری فرستاده نشد. سرانجام مشکل پیش آمده با مرگ کارولین در ۷ اوت ۱۸۲۱ به پایان رسید.

### توجه به نوسازی و ساخت بناهای جدید
جرج چهارم در ۱۸۲۴ خواهان تعمیر و نوسازی اساسی قلعه وینزر شد. معمار او سر جفری وایاتویل آخرین نشانه‌های یک دژ قرون وسطایی را از قلعه زدود و تالار واترلو را در آنجا بنا ساخت. جرج همچنین معمار دیگری به نام جان نش را استخدام نمود و او بنایی را که تا آن زمان به نام سرای باکینگهام شناخته می‌شد را به کاخ باکینگهام تبدیل کرد. نش همچنین خیابان ریجنت و ریجنت پارک را در لندن ساخت. با این حال جالب توجه‌ترین بنایی که در زمان جرج چهارم ساخته شد پاویون سلطنتی در برایتون بود که معماری و تزئیناتی هندی مغولی و چینی دارد و طراحی آن نیز برعهدهٔ جان نش بوده‌است.

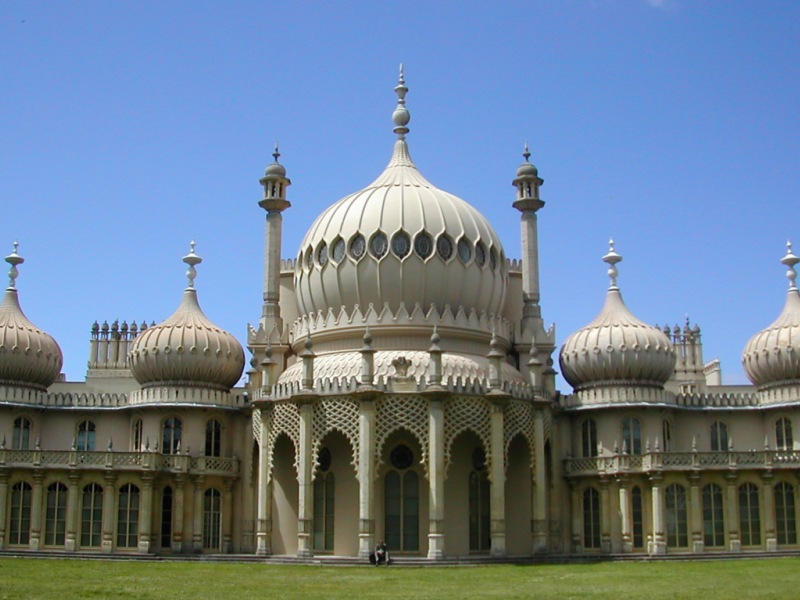
پاویون سلطنتی

### بیماری و مرگ
جرج چهارم از ۱۸۲۴ به بعد دچار نقرس شده بود و برای تسکین دردش افیون بیشتری مصرف می‌کرد. در ۱۸۲۸ دید چشمانش نیز تحلیل رفت و به‌دنبال آن دچار ضعف، بی‌خوابی، تنگی نفس و ورم شدید پاها شد. او سرانجام در ۲۶ ژوئن ۱۸۳۰ درگذشت. کالبدشکافی پس از مرگ نشان داد که پادشاه در طول سال‌ها به تصلب شرائین نیز دچار شده بود و دلیل مرگش، پارگی یکی از رگ‌های معده ذکر شد.
جرج چهارم در وینزر به‌خاک سپرده شد و پس از او برادرش با عنوان ویلیام چهارم بر تخت نشست.